# Le Curé de village
Cet article concerne le roman de Balzac. Pour d'autres œuvres portant un titre identique, voir Le Curé de village (homonymie).
Le Curé de village est un roman d’Honoré de Balzac paru en 1841.

## Historique
Le roman est d’abord publié en feuilleton dans La Presse en 1839. Après cette parution en feuilleton, le texte est fréquemment remanié avant d'être édité en volume en 1841. La version définitive est datée « Paris, janvier 1837-mars 1845 ». L'œuvre fait partie des Scènes de la vie de campagne de La Comédie humaine.

## Résumé
Fille unique de ferrailleurs forains auvergnats qui sont parvenus à force d'économies à lui accumuler une importante dot, Véronique Graslin épouse un riche banquier de Limoges, qui la néglige au profit de ses affaires. Sa beauté particulière attire autour d'elle des éléments de la bonne société de la ville, notamment le procureur-général.
À Limoges, un crime émeut la population : un vieil avare nommé Pingret a été volé et assassiné. Le coupable est arrêté, un ouvrier porcelainier du nom de Tascheron, originaire du village voisin de Montégnac. Il nie d'abord farouchement, mais sous l'exhortation du curé de Montégnac, monsieur Bonnet, il finit par avouer le meurtre et se résigne à être condamné à mort et exécuté en acceptant les secours de la religion. Pour échapper au déshonneur, la famille du criminel émigre aux États-Unis, où elle fondera la prospère commune de Tascheronville en Ohio.
À la mort de son mari, Véronique se retire à Montégnac et consacre désormais sa vie aux autres, forme active d’une retraite monacale. Elle fait entreprendre notamment des travaux d’irrigation pour féconder les terrains arides de la commune. C'est la bienfaitrice du village, on la considère comme une sainte. En fait, elle expie une terrible faute qu'elle ne révélera qu'au moment de mourir.

## Thème
Le roman est d’abord conçu comme une intrigue policière : un meurtre mystérieux est commis, une enquête et un procès s'ensuivent. L’attitude de Véronique Graslin, la principale protagoniste, ne trouve d'explication qu'à la fin du récit. On comprend alors aussi que Tascheron a préféré mourir plutôt que de compromettre l'honneur de Véronique.
Sont présents dans ce roman des thèmes déjà développés par Balzac dans Le Médecin de campagne : l’amélioration des conditions de vie des paysans et la rédemption par le don de soi. L'ouvrage fait l'apologie de la religion catholique et exalte les institutions conservatrices (droit d'aînesse, pouvoir monarchique), tout en proposant des politiques actives de mise en valeur des sols et de l'industrie.

## Adaptations à la télévision
- 1969 : Le Curé de village (du roman d'Honoré de Balzac), téléfilm d'Edmond Tyborowski.